# Indiopius alutacius
Indiopius alutacius är en stekelart som beskrevs av Li-Qiong Weng och Chen 2001. Indiopius alutacius ingår i släktet Indiopius och familjen bracksteklar. Inga underarter finns listade i Catalogue of Life.